# Pauline Ranvier
Pauline Ranvier (París, 14 de abril de 1994) es una deportista francesa que compite en esgrima, especialista en la modalidad de florete.
Participó en dos Juegos Olímpicos de Verano, obteniendo una medalla de plata en Tokio 2020, en la prueba por equipos (junto con Anita Blaze, Ysaora Thibus y Astrid Guyart), y el quinto lugar en París 2024, en la misma prueba.
Ganó ocho medallas en el Campeonato Mundial de Esgrima entre los años 2015 y 2025, y seis medallas en el Campeonato Europeo de Esgrima entre los años 2015 y 2025.
En los Juegos Europeos de Cracovia 2023 consiguió una medalla de plata en la prueba por equipos.

## Palmarés internacional
| Juegos Olímpicos   | Juegos Olímpicos        | Juegos Olímpicos  | Juegos Olímpicos    |
| Año                | Lugar                   | Medalla           | Prueba              |
| ------------------ | ----------------------- | ----------------- | ------------------- |
| 2020               | Tokio (Japón)           | Medalla de plata  | Florete por equipos |
| Campeonato Mundial |                         |                   |                     |
| Año                | Lugar                   | Medalla           | Prueba              |
| 2015               | Moscú (Rusia)           | Medalla de bronce | Florete por equipos |
| 2016               | Río de Janeiro (Brasil) | Medalla de bronce | Florete por equipos |
| 2018               | Wuxi (China)            | Medalla de bronce | Florete por equipos |
| 2019               | Budapest (Hungría)      | Medalla de plata  | Florete individual  |
| 2022               | El Cairo (Egipto)       | Medalla de bronce | Florete por equipos |
| 2023               | Milán (Italia)          | Medalla de plata  | Florete por equipos |
| 2025               | Tiflis (Georgia)        | Medalla de plata  | Florete individual  |
| 2025               | Tiflis (Georgia)        | Medalla de plata  | Florete por equipos |
| Juegos Europeos    |                         |                   |                     |
| Año                | Lugar                   | Medalla           | Prueba              |
| 2023               | Cracovia (Polonia)      | Medalla de plata  | Florete por equipos |
| Campeonato Europeo |                         |                   |                     |
| Año                | Lugar                   | Medalla           | Prueba              |
| 2015               | Montreux (Suiza)        | Medalla de bronce | Florete por equipos |
| 2016               | Toruń (Polonia)         | Medalla de bronce | Florete por equipos |
| 2018               | Novi Sad (Serbia)       | Medalla de bronce | Florete por equipos |
| 2019               | Düsseldorf (Alemania)   | Medalla de plata  | Florete por equipos |
| 2022               | Antalya (Turquía)       | Medalla de plata  | Florete por equipos |
| 2025               | Génova (Italia)         | Medalla de plata  | Florete por equipos |